# Hrubý Šúr
Bernolákovo é um município da Eslováquia, situado no distrito de Senec, na região de Bratislava. Tem 6,21 km² de área e sua população em 2019 foi estimada em 1033 habitantes.

## Demografia
| Ano:        | 1994 | 2004   | 2014    | 2024    |
| ----------- | ---- | ------ | ------- | ------- |
| Broj ljudi: | 596  | 647    | 860     | 1128    |
| Razlika:    |      | +8,55% | +32,92% | +31,16% |

| Ano:               | 2023 | 2024   |
| ------------------ | ---- | ------ |
| Número de pessoas: | 1110 | 1128   |
| Diferença:         |      | +1,62% |